# Returning to Gehenna
Returning to Gehenna – minialbum Fields of the Nephilim, który ukazał się wyłącznie we Włoszech, w wersji winylowej 12". Pierwotnie został wydany w roku 1986 przez Supporti Fonografici, wznowiony w 1990 przez Contempo Records. 
Utwory z tej EPki znalazły się także na składankach Laura i From Gehenna to Here.
Zawartość:
1. Power (4:10)
2. Laura II (5:03)
3. Secrets (3:35)
4. The tower (4:35)
5. Returning to Gehenna (4:25)